# Höghastighetsbana

Höghastighetsbanor i Europa

Höghastighetsbana är en järnväg (= banunderbyggnad, banöverbyggnad, strömmatning samt signalsystem) som är byggd för höghastighetståg. I svensk dagspress används begreppet vanligen endast om sträckor som är byggda för betydligt högre hastigheter än 250 km/h. Enligt EU:s terminologi finns det även höghastighetsbanor kategori II respektive kategori III med minst 190 km/h som största tillåtna hastighet (till exempel Malmö-Stockholm-Sundsvall). 

## Kännetecken för höghastighetsbanor
Begreppet höghastighetsbana används många gånger på ett mycket generellt sätt. Det är inte alltid helt klart vad som egentligen menas. Många gånger är det endast en del av den så kallade "höghastighetssträckan" som verkligen tillåter höga hastigheter. Men det finns ändå några genomgående kännetecken för nybyggda höghastighetsbanor (max hastighet 250–330 km/h).

## Generellt
Karaktäristiskt för en höghastighetsbana är följande: 
- Oftast dubbelspår

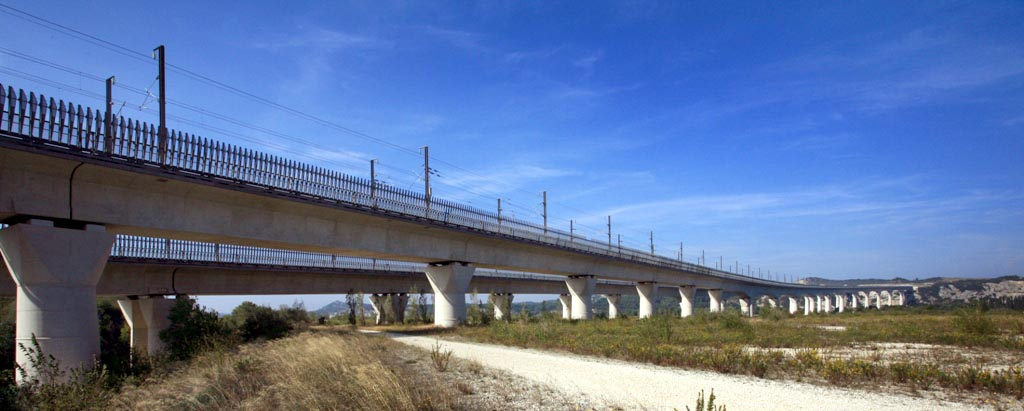
LGV vid Avignon i Frankrike.

- Inga plankorsningar med vägar (säkerhet)
- Stora kurvradier (Trafikverket rekommenderar minst 6000 meter vid 320 km/h).[3] Dessutom mycket större vertikalradie, alltså förändringar av lutningar, såsom övergång mellan uppför och nedför. Dessa två faktorer tillsammans medför att en höghastighetsbana kategori 1 i kuperad terräng till stor delar måste bestå av långa broar, skärningar eller tunnlar.
- Nya höghastighetsbanor dras sällan genom tät bebyggelse (för att undvika buller och vibrationer), endast genom  städer där tåg ska stanna.
- Betydligt kraftigare effektmatning än många gamla banor och hårdare spänd kontaktledning (mindre svängningar vilket minskar risken för ljusbåge)
- Flera andra detaljerade tekniska krav som inte gäller banor för högst 250 km/h.[3]

## Trafik
Den centrala frågan inom området höghastighetståg är, som namnet antyder, hastigheten. Det finns emellertid flera hastighetsnivåer, främst topphastighet och medelhastighet (resehastighet). I Japan började snabbtåg att köra i topphastigheter kring 200 km/h redan under 1960-talet och samtidigt pågick viss trafik i dessa hastigheter även i USA, Västtyskland och Frankrike. Under början av 1980-talet började fransmännen att köra i topphastigheter uppemot 260 km/h och under slutet av samma decennium började Tyskland att köra reguljärt i farter uppemot 280 km/h. 
Inom Europeiska unionen finns ett regelverk inom järnvägsområdet. En ny EU-järnväg kan byggas enligt kategori II, vilket bland annat innebär en högsta hastighet om 249 km/h. 
Det finns i Sverige en debatt om den så kallade Ostlänken (sträckan Stockholm-Nyköping-Norrköping-Linköping) och den planerade banan mellan Göteborg och Borås planeras att byggas för 250 km/h eller för ännu högre hastigheter. Banverket (numera Trafikverket) angav 2008 att hastighetsgränsen skall vara 320 km/h för Götalandsbanan och 250 km/h för "andra nybyggen". Ett EU-direktiv krävde att banor för minst 250 km/h måste följa ett speciellt direktiv för höghastighetsbanor. , åtminstone längs det Transeuropeiska nätet (TEN).
I praktiken är det svårt att klara regelverket för höghastighetsbanor kategori 1 om dessutom godståg skall kunna trafikera banan. Intensiv trafik med godståg kan eventuellt förändra spårens läge mer än det som är tillåtet och godstågen måste dessutom kunna köras i minst 160 km/h.. På den föreslagna Götalandsbanan och Ostlänken innebär Trafikverkets huvudförslag att det skall finnas begränsade delsträckor med upp till 35 promille i lutning, något som absolut inte passar för tunga godståg.
På äldre järnvägar med godstrafik är delsträckor med 10-15 promille som lutning inte ovanligt, till och med drygt 20 promille förekommer. Botniabanan är byggd som en konventionell järnväg (höghastighetsbana kategori II enligt EU) för att tågoperatörerna skall kunna köra tunga godståg. Botniabanan har maximalt 10 promille som lutning. 
Regional persontrafik är ovanlig på höghastighetsbanor. Viss regionaltrafik fanns dock med i utredningarna om Götalandsbanan och Ostlänken. Regionaltrafik fungerar tillsammans med höghastighetstrafik vid glesare trafik, men man måste då ha glesare stopp för regionaltågen. Lutningsbara vagnskorgar (som på X2000) används idag inte på någon höghastighetsbana kategori 1.

## Byggsystem spår

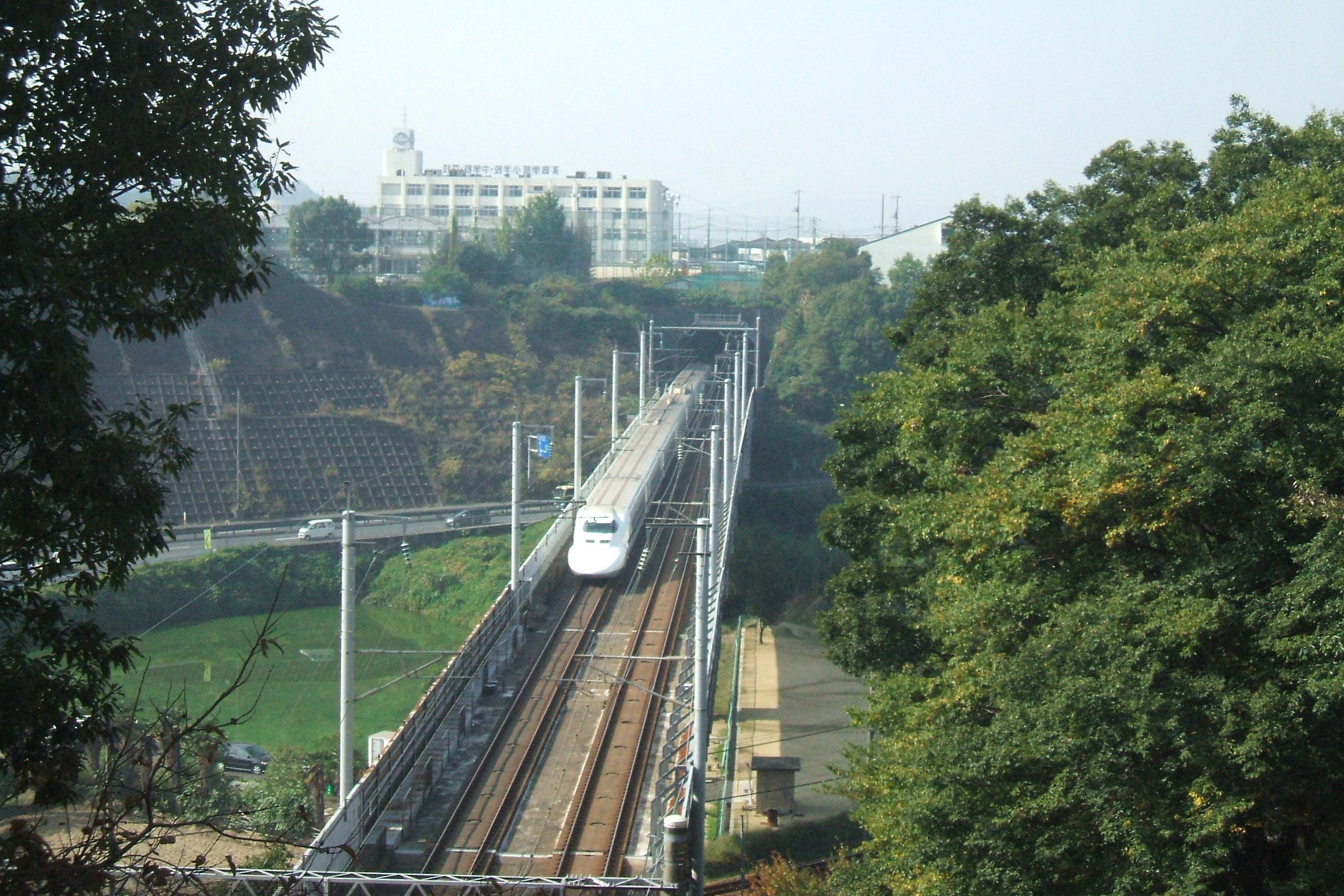
Sanyo Shinkansen går till stora delar i tunnel och på viadukter, här på betongplattespår.

En av de viktigaste delarna hos en höghastighetsbana är spåret. Redan under 1960-talet bedrevs höghastighetstrafik i 200 km/h i såväl Frankrike som Västtyskland och i viss mån även USA på skarvspår med träslipers, men redan vid en mycket måttlig trafikintensitet slits spåren snabbt. I Japan användes dock redan under 1960-talet högkvalitativa spår för höghastighetstrafik. Dessa spår hade tjock makadam-ballast, tunga betongslipers, fjädrande rälsbefästning och helsvetsade räler. 
, och förekommer även på höghastighetsbanor i Tyskland, Frankrike, Nederländerna samt i Kanaltunneln. Betongplattespår ger ett mycket stabilt spårläge men är en bullrig och dyr konstruktion. Vidare är den komplicerad att reparera vid eventuell urspårning och betongen vittrar. Höjden för den totala bädden blir dock lägre med betongplattor och därmed billigare för tunnlar då dessa kan göras lägre. Större höjd/bredd på tunnlar behövs för att motverka tryckvåg när tågen passerar (100 kvadratmeter tvärsnitt är önskvärt för dubbelspår i Västeuropa). Man slipper också problemet att stenar kan flyga iväg och skada tågen, något som förekommer med makadam och tåg runt 300 km/h.

Höghastighetsbanor i Asien

I Nordamerika, Europa och Asien tillkommer också kravet på att banan måste göras "tjälsäker" så att spåret inte börjar röra sig på grund av tjälskott. Utan markisolering (cellplast) kan tjälen nå en meters djup i södra Sverige och ner till 2,5 meters djup i norra Sverige. Banvallen är dessutom, ur driftsynpunkt, betydligt känsligare än en väg genom de stränga krav som föreligger med avseende på rörelser i spåret.
Ramböll, en byggkonsult med huvudkontor i Danmark, har publicerat en utredning där de föreslår att en höghastighetsbana med stålhjul på stålspår till största delen bör byggas utan en konventionell järnvägsbank (denna rapport innehåller dock en rad frågetecken). I stället föreslår Ramböll en konventionell betongplatta som bärs upp av betongpelare (investeringskostnad cirka 2 miljarder kr per mil). Höghastighetsbanor Oslo-Köpenhamn (70 mil) och Stockholm-Göteborg (45 mil) skulle med den metoden enligt utredningen kosta 225 miljarder (motsvarande 1,96 miljarder kr per mil); enligt Ramböll blir kostnaden med konventionell järnvägsbank/-skärning samt få broar cirka 0,45–1,0 miljarder kr per mil. Det bör noteras att de siffror som Ramböll presenterat ligger betydligt högre än de siffror som presenterades för några år sedan av ett antal organisationer som drivit kampanjer för att få de här banorna byggda.

## Spårgeometri
Till höghastighetsbanor behövs större kurvradier än på konventionella järnvägar, runt 4000 meter vid 320 km/h. Större lutningar kan tillåtas av kostnadsskäl tack vare att tågen har hög effekt, nästan samma lutningar som motorvägar och tunnelbanor (upp till 40 promille, Banverket 35 promille). Däremot krävs mjukare övergångar mellan olika lutningar, vertikalradie. Banverket anger minst 23 000 m och rekommenderar 44 000 m. 44 000 m innebär cirka 25 promille ändring av lutningen per km. Avstånden mellan spåren behöver vara större än för banor med långsammare tåg för att motverka besvärande tryckvåg vid tågmöten (minst 4,2 m (Japan), 4,5 m (Sverige) till 4,7 m (Tyskland) och 5,0 m (Italien)).
Ovanstående är en starkt förenklad och förkortad version av de krav som gäller enligt Trafikverket styrande dokument för spårgeometri. Se vidare Trafikverkets standard BVS 1586.41  Ytterst är det i Sverige Transportstyrelsen som godkänner kraven med stöd av flera EU-direktiv.
Den bakomliggande orsaken till de extremt stora spårradierna är att kurvkraften ökar med kvadraten på hastigheten givet att förutsättningarna i övrigt är de samma. Man brukar planera nya banor utifrån att tågen inte använder korglutning eftersom det gör tågen kraftigt dyrare.

## Kraftmatning
Den elektriska kraftmatningen till tågen innehåller inga principiella skillnader jämfört med kraftmatningssystem för banor med lägre topphastigheter. Skillnaden består av det faktum att högre hastigheter kräver högre effekt och högre energimängder. Ett annat problem är att en strömavtagare vid högre farter sätter kontaktledningen i svängning, vilket gör att strömmatningen bryts med jämna intervall vilket orsaker ljusbågar med följande kraftigt slitage. Därför måste kontaktledningen spännas in både hårdare (högre dragkraft) och med mjukare upphängningar. 
Några globala utvecklingstendenser för elektrifierade höghastighetsbanor är följande:
- Elektrifiering med hög kontaktledningsspänning (ofta 15–25 kV AC) för att minska transmissionsförlusterna och kontaktledningens tvärsnittsyta. Det finns dock höghastighetstrafik med låg spänning (till exempel 1,5 kV likström i Frankrike), dock sker den trafiken inte med lika höga topphastigheter. I Tyskland klarar kontaktledningen (15 kV) 600 Ampere vid "ombyggnadsbanor", 800 Ampere vid "utbyggnadsbanor" och 1 000 Ampere vid nybyggnadsbanor. Det motsvarar en effekt uppemot 15 000 * 1 000 = 15 Megawatt.

En vanlig kontaktledningsspänning är 25 kV och den används för höghastighetstrafik i Frankrike, Storbritannien, Japan, Sydkorea, USA, Italien och Spanien.
- Kontaktledning extra hårt inspänd samt utrustad med svängningsdämpande "kedjeverk" mellan bärlina och kontaktledning (minskar ljusbåge).
- Kortare avstånd mellan kontaktledningsstolpar (Tyskland max 60 m avstånd vid 300 km/h, 80 m vid 200 km/h).
- Högre toppeffekter per mil bana (mätt i Megavoltampere (MVA) per matarstation).
- Oftast elektriskt drivna tåg, från 3 MW effekt för korta snabbtåg (svenska X2000), upp till 18 MW för de snabbaste längsta tågen (Shinkansen typ 500, Japan). Se elektrifierad järnväg. I Storbritannien används dock delvis dieseldrift för hastigheten 201 km/h (125 mph), och i Tyskland för 200 km/h.

Tekniken medger sedan flera decennier kontaktledningsspänningen 50 kV (används dock främst för godstrafik i USA, Sydafrika och Brasilien. Har även använts i Kanada). 50 kV för järnvägar finns däremot inte i Europa.
Tidigare drevs snabbtåg (Kanaltåget) i England via en strömskena, men ej vid full effekt (= reducerad topphastighet, ingen höghastighetsbana).
Kontaktledningsspänningen 15 kV (används i Sverige, Österrike, Norge, Schweiz och Tyskland) har den idag den udda frekvensen 16 2/3 Hz. Då stam-elnätet i hela världen (förutom Nordamerika och västra Japan) har frekvensen 50 Hz, måste spänningen omformas. Detta sker numera med hjälp av så kallade statiska växelriktare.
Under 1989 nämndes vid en konferens i Linköping möjligheterna att införa 100 kV likspänning, vilket dock aldrig har genomförts. Fördelen med likspänning istället för växelspänning är att man slipper så kallade induktiva spänningsfall. Likspänning (600–700 volt) används bland annat i Stockholms tunnelbana samt dess spårvägar.

## Signalsystem
- Hyttsignalsystem (signalvärden visas i hytten; föraren har svårt att i hastigheter över 160 km/h hinna uppfatta fasta ljussignaler).

## Marknaden
Förutsättningarna för höghastighetsbanor varierar kraftigt mellan olika världsdelar och områden. I Tyskland finns stora persontrafikflöden i korridoren Hamburg-München (80 mil) men även i täta befolkningsområden som till exempel kring Ruhrområdet (Köln med flera) samt i Frankfurtområdet. I Frankrike är avståndet i korridoren mellan Paris och Nice över 100 mil. I Italien har byggandet av en korridor mellan södra och norra Italien pågått sedan 1940-talet.
Exempel på faktorer som påverkar byggandet av nya höghastighetsbanor är:
- Befolkningstäthet. Japan har till exempel stora städer (Tokyo-området med sina 43 miljoner invånare) med hög befolkningstäthet vilket gör att de fasta kostnaderna kan fördelas på fler resenärer
- Topografin. Bergig terräng eller dåliga grundförhållanden kan öka byggkostnaderna dramatiskt och i praktiken omöjliggöra byggandet av nya höghastighetsbanor.
- Konkurrensen med flyg. Sträckor som tar ½ - 1 timme med flyg kan ge tidsbesparing med tåg om man har höghastighetsbana, stationer i stadskärnorna och flygplatser > ½ timme utanför stadskärnorna.
- Konkurrensen med bil eller buss. Snabbtåg ger tidsvinst som ökar med avståndet (med bil i praktiken endast 100 km/h, med tåg uppemot 250 km/h).
- Kostnadsstrukturen. I USA till exempel är bränslepriserna väsentligt lägre än i Europa, vilket minskar kostnadsfördelen vid dieseldrift. Det har även inneburit att godstrafiken år 2010 helt dominerades av diesellok. Eldrivna persontåg finns främst i korridoren Boston-New York-Washington DC (73 mil).
- Politiska värderingar av infrastruktur, miljöbelastning med mera.

I Sverige har flera utredningar gjorts (se ref. nedan). Utredningarna från början av 2000-talet gav bland annat:
Av Sveriges persontrafik (i transportarbete uttryckt) sker cirka 80 % via landsvägen, 10 % via flyget och järnvägen cirka 10 %. Denna relation har i själva verket bestått sedan 1970-talet, trots alla satsningar på tåget. 
Oftast låg fokus i samhällsdebatten på kortare restider från ort till ort, där resekostnaderna oftast hade en undanskymd roll. För resenärernas del tycktes kombinationen restid från dörr till dörr samt resekostnaderna som är det mest väsentliga. Vid resor med kollektiva färdmedel hade även turtäthet påverkan, eftersom låg turtäthet kan skapa långa bytestider eller lång väntan vid resmålet för de som har fasta tider för sitt ärende.
Den genomsnittliga resehastigheten med bil var större delen av landet kring 100 km/h, dock betydligt lägre vid tätorter vid rusningstrafik. För regionalt tågresande låg den genomsnittliga resehastigheten snarare kring 50 km/h, från dörr till dörr räknat. För flygets del låg genomsnittshastigheten för kortdistansflyg (cirka 20 mil, Stockholm-Linköping) kring 70 km/h och vid 50 mil (Stockholm-Göteborg) cirka 150 km/h. För långdistanssträckan Stockholm-Luleå (90 mil) var flygets genomsnittshastighet kring 300 km/h från dörr till dörr; för tågets del cirka 60 km/h.
Höghastighetsbanor (bedömning 2008, se referens nedan) skulle ge följande:
- Restidsminskningar på 30 - 55 % jämfört med konventionella banor (snitthastighet uppemot 200 km/h istället för 100-150).
- Tar marknadsandelar från flyget inom vissa distanser. Andelen flyg/tåg bedöms vara:[15]
  - 5/95 % vid restider < 2 timmar.
  - 50/50 % vid restider 3-4 timmar
  - 95/5 % vid restider >7 timmar
  - Vid korta restider för tågen flyger nästan bara de som ska byta till andra flyg. Siffrorna bygger på att en sådan storflygplats finns i ena staden.
- Många av de cirka 40 flyglinjerna i inrikesflyget i Sverige har en sträckning som inte går nära och parallellt med någon av de föreslagna höghastighetsbanorna. I de fallen kommer det fortfarande gå betydligt snabbare att resa med flyg än att resa med höghastighetståg. Det gäller särskilt de rätt många linjerna till inre Norrland, medan tåget riktar in sig mot de tunga linjerna till Göteborg och Malmö.
- Ta marknadsandelar från personbilstrafiken. Storleken är dock mer osäker än för flyget.
  - Beror delvis på vägkvalitet och andel affärsresenärer. Privatresenärer tar gärna bilen eftersom de oftast reser flera ihop på längre avstånd och då blir bilen billig per person.
- Ta marknadsandelar från lastbilstrafiken genom att de konventionella banorna får mindre skillnad på tåghastigheter vilket ger fler tåglägen och kortare frakttider. Idag måste godståg ofta stanna för att släppa fram snabba persontåg. Vissa bedömde denna effekt vara den viktigaste.
- Förstorar arbetsmarknadsregioner.
- Minskad energiåtgång och miljöpåverkan av trafiken. Visserligen ökar luftmotståndet vid 300 km/h, men är ändå lågt jämfört med flyg och vägtrafik (per person).

Anm. Tågets marknadsandel i Sverige, uttryckt i trafikarbete, under de senaste fem decennierna har pendlat mellan 5 och 10 %. Totalt dominerande avseende persontrafik är bilen, som tillsammans med buss har cirka 80 % marknadsandel ("gummihjul på asfalt").

## Alternativ till byggandet av nya höghastighetsbanor

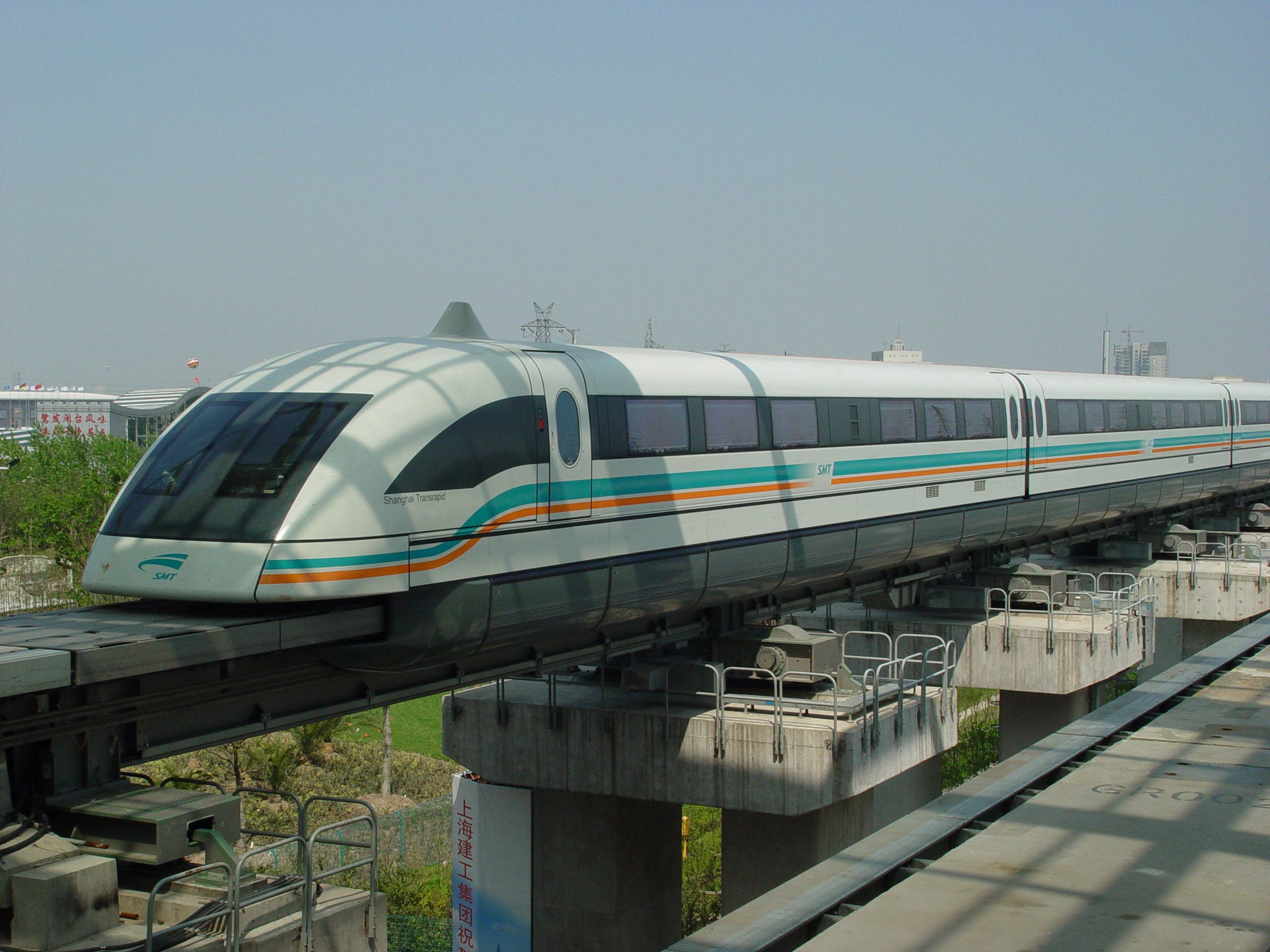
Transrapid magnettåg i Shanghai, Kina

På grund av Coronakrisen har  företag, myndigheter, universitet och ideella organisationer i större omfattning börjat ställa frågan: Är resan nödvändig?  Många beslutsfattare har på kort tid tvingats lära sig använda webinarier eller någon annan tjänst för gruppmöten på Internet. Många har då upptäckt att möten via Internet ibland är effektivare än att resa.  
Det finns även alternativa tekniker till stålhjul på stålräls: 
- Magnettåg
- Svävare
- Vakuumtuber

### Att höja tågets konkurrenskraft på gamla banor
Med nya banor kan både medelhastighet (mätt i km/h) och transportkapacitet (mätt i passagerare per riktning och timme) höjas vilket gjordes i Japan under 1960-talet, då helt nya banor för topphastigheter över 200 km/h (större kurvradier) och med tåg uppemot 16 vagnar byggdes (främst längre plattformar och alltid dubbelspår). 
Ett alternativ till att bygga helt nya banor är att göra tågen längre för att därigenom skapa mer kapacitet. Dagens X2000 har bara 6 vagnar, fler om X2000 kopplas ihop två och två. Det går att beställa nya fjärrtåg för max 250 km/h som har uppemot 16 vagnar. 500 extra sittplatser per avgång (motsvarande 7 ytterligare sittvagnar á 70 säten per vagn) under högtrafik skulle på årsbasis ge flera miljoner nya sittplatser (ett exempel: 20 avgångar per dag på södra (Malmö-Nässjö-Norrköping-Katrineholm/Järna) och 20 på västra stambanan (Stockholm-Skövde-Göteborg), 300 dagar per per år med i genomsnitt 500 extra säten ger 6 miljoner nya sittplatser/år. Det är mer än dubbelt så många som antalet passagerare som flög inrikesflyg Stockholm-Malmö eller Stockholm-Göteborg innan Coronakrisen.). 
En ständig strävan längs främst huvudlinjer är kortare restider. Under 1960- och 1970-talet var en vanlig lösning i främst Storbritannien, Västtyskland och Frankrike att rusta upp de gamla banorna. Högre hastigheter hos persontågen kräver bättre spårläge, större kurvradier och säkrare signalsystem. Vid elektrifierade banor behöver oftast kontaktledningen modifieras genom mjukare upphängning av kontaktledningen vid fästpunkterna (för att minska uppkomsten av ljusbågar) samt högre inspänning av kontaktledningen. Ofta behöver även effektmatningen höjas eftersom högre hastigheter kräver högre effekt.  
Redan under slutet av 1950-talet började man i Japan att bygga ett nytt höghastighetsnät, det så kallade Shinkansen-nätet. De nya banorna var alltid av dubbelspårstyp, konstruerade för hastigheter över 200 km/h, elektrifierade, saknade plankorsningar och hade en spårkonstruktion av modern typ med god motståndsförmåga mot slitage. Att bygga nytt är dock generellt sett en dyr lösning (500 miljoner kr–2 miljarder kr per mil bana). 
Att bygga nya banor tar mycket lång tid från planeringsstarten till trafikstart; från 10 år upp till 70 år (Italien). Nya banor genererar dock under byggtiden även stora mängder koldioxid, dels från arbetsmaskiner och dels betongtillverkning till alla broar och tunnlar. Några debattörer har hävdat att koldioxidutsläppen från byggandet av en höghastighetsbana kategori 1 mellan Stockholm och Malmö skulle bli så stora att det skulle ta 50 år innan det ackumulera koldioxidutsläppen blir mindre än utan höghastighetsbana.
Redan under 1960-talet upptäckte den brittiska, västtyska och franska statsjärnvägen att det ofta finns en potential att få förkortade restider på gamla banor genom justering av spår och omsorgsfullt val av fordon. Under början av 1980-talet gick den norska statsjärnvägen (NSB) ett steg längre genom att lansera en ny generation persontåg (ellok El-17 och vagn B7) där såväl lokomotivets som vagnarnas boggier hade mjukt infästa hjulaxlar, som tenderade att ställa in sig radiellt i kurvorna. 
Statliga SJ driver ett projekt där verket studerar vad som krävs för att uppgradera en befintlig bana till max 249 km/h och ta fram underlag för upphandling av ett tåg som passar.
Många äldre banor har ofta helt eller delvis 70-140 km/h som största tillåten hastighet. Att förbättra spårgeometri, bärighet och stabilitet, signalteknik, fler mötesstationer och bygga bort plankorsning och därmed förbättra framkomlighet och hastighet kostar normalt mycket mindre än att bygga helt nya banor.
När en bana ligger nära sin kapacitetsgräns kan man inte höja hastigheten eftersom det skulle sänka kapaciteten (mätt på antalet tåg per timme och riktning), detta eftersom tågen blir i vägen för varandra (ungefär som att köpa en snabbare bil för att komma fortare fram i bilköer, det fungerar inte).
Följande tekniska utmaningar ur tillförlitlighetssynpunkt uppstår ofta inom följande komponenter/ delsystem, när en operatör försöker att höja medel- och topphastigheten:
Skarvspår: Risk för solkurvor (rälerna "packar sig" med avseende på expansionsutrymme i skarvarna, på grund av höga start- eller bromskrafter) och stort underhåll av nedkörda rälsskarvar. Skarvstötarna ("skarvdunk") sliter även på fordonen. 
Lösning: skarvfritt (= helsvetsat) spår.
Rälsbefästningar: Om rälsbefästningen är av typen spik eller stum skruv (= utan fjäder) försvinner inspänningskraften snabbt och delarna nöts snabbt sönder (till exempel rälsen/underläggsplatta "äter sig ned" i träsliper). Lösningen består av nya slipers med fjädrande rälsbefästningar av typen Pandrol, W-befästning eller liknande. Fordonens överhastigheter i kurvor kan heller ej utnyttjas om befästningarna ej är av styv typ.
Kontaktledningen: Problem med stumt upphängda kontaktledningar: begränsar topphastigheten då infästningspunkterna ej kan fjädra (brytskador på kontaktledning, ljusbåge etc). Lösningen är ny mjukare upphängning av kontaktledningen. Även problem med spänningsfall på grund av ökat effektuttag (högre hastigheter, tätare trafik och tyngre tåg). Lösningen är att effektmatningen ökas (= fler och/eller kraftigare matningspunkter).
Plankorsningar: Många olyckor har skett när landsvägsfordon och spårfordon har kolliderat i höga hastigheter. Om plankorsningarna kan elimineras helt är detta givetvis en bättre lösning.
Signalsystem: Numera har de flesta huvudlinjer i Västeuropa mycket säkra signalsystem, där tåget står i kontinuerlig förbindelse med banans signalsystem. Visserligen styr föraren fortfarande tågsätten, men eventuella misstag korrigeras snabbt av signalsystemet. Det svenska ATC-systemet (från Ericsson och SRA) klarar tekniskt sett 270 km/h men det oklart om EU:s regelverk tillåter uppgradering av största tillåten hastighet till 249 km/h.
Ett dubbelspår klarar idag cirka 20-25 tåg per timme och riktning, men det gäller (som inom flyget) att "fylla varje slot" på effektivaste sätt. Idag försvinner mycket kapacitet genom onödigt korta tåg (X2000 har endast 5 vagnar och X55 har endast 4 vagnar). Det beror på att många olika linjer går på gemensamt spår till exempel i Stockholmstrafiken och man vill ha tillräcklig turtäthet på alla linjerna (väntetid på att det ska bli en avgång är oattraktivt för resenärer), plus att många perronger inte tillåter så långa tåg.
För- och nackdelar för upprustade banor jämfört med nya höghastighetsbanor
Fördelar:
- utbyggnaden kostar betydligt mindre och kan ske etappvis.
- Lägre energiförbrukning (på grund av lägre hastigheter)

Nackdel:
- Tidsvinsterna blir lägre än om man hade byggt ny bana.
- Kapacitetsbrist. På flera äldre enkelspårsbanor kan anpassning av signalsystemet med mera till högre hastighet och ett par rätt placerade nya mötesplatser öka kapaciteten med mer än 50 %. Enkelspårsbanor har mycket lägre kapacitet än dubbelspårsbanor. Många möten ökar restid och risk för förseningar.
- Prestigeförlust ("men alla andra i Europa bygger ju snabbtåg")
- Inga nya förbindelser. Resor (såsom Nässjö-Malmö) som redan går ganska snabbt går lite snabbare med upprustning, medan resor med från sidobanor (såsom en resa Jönköping-Göteborg) skulle gå mycket snabbare om man byggt ny bana på just den sträckan, men fortfarande ta lång tid med bara upprustning.

Utbyggnad av gamla dubbelspår till 4-spår
- På vissa delsträckor föredras nybygge av parallellt dubbelspår, på grund av tätort (buller), kurvighet med mera.
- 4-spår bör ha en längd motsvarade minst 5 minuter långsammare restid för pendeltåg jämfört med snabbtåg (till exempel 3 stationer) annars får pendeltåg vänta i samband med omkörning.

Fördel:
- Fördelar att befintliga markområden kan utnyttjas och att kapaciteten ökar.

Nackdel:
- Störningar sker under utbyggnadstiden.
- Mindre restidsvinst (på grund av att snävare kurvradier ofta ger lägre hastigheter).
- De två nya spåren skulle kunna kosta lika mycket som en ny bana eftersom nya broar behövs och många hus i samhällen banorna går igen måste rivas.
- Inga nya förbindelser, delsträckor med ganska snabba tåg får uppsnabbning, medan det finns orter utanför stambanorna som inte har bra förbindelser.

#### Längre tåg
Ofta används brist på sittplatser som ett argument för att bygga nya höghastighetsbanor. I Sverige trafikeras stambanorna av tåg som normalt har betydligt färre vagnar än höghastighetstågen in Kina eller Japan. En satsning på nya, längre tåg med betydligt fler sittplatser per avgång kan öka kapaciteten med minst 50%.

### Flyg
Flyg finns redan, och är en svår konkurrent på långa sträckor. Om man vill resa snabbt på medellånga sträckor så går flyget oftast fortare än höghastighetståg. Restiden är en viktig faktor för resenärerna att välja färdmedel, och då dörr till dörr. Mellan bostad i utkanten av en större stad till en valfri plats i en annan stad kommer man på 2-2½ timmar med bil/flyg/taxi. Det är svårt att slå med tåg. På riktigt långa sträckor, över 100 mil, anses flyget vara en övermäktig konkurrent till höghastighetståg.
Höghastighetståg bör ta under tre timmar för att konkurrera restidsmässigt, och då tillkommer anslutningar. En kortare flygresa utan byten anses ta cirka 2½ timmar med anslutningar och väntetider. Tillräckligt hög turtäthet är en viktig faktor, eftersom affärsresenärer ofta har fasta tider inplanerade, plus att hemresan kan bli försenad. De vill inte vänta för mycket på att det ska bli en avgång. Normalt planeras en turtäthet på minst varje timme för en höghastighetsbana och extraturer i rusning. Är det inte nog med resenärer för det är det nog inte underlag för banan.
Tidigare har resenärers miljömedvetenhet inte ansetts påverka valet av färdmedel, något som dock börjat förändras på senare år.
Tågets marknadsandel i Sverige har under senare decennier pendlat i intervallet 8-10 %.

## Historik och framtid
Den första höghastighetsbanan, Tokaido shinkansen togs i drift i Japan mellan Tokyo och Osaka 1964. I Europa var Frankrike först mellan Paris och Lyon 1981. 2008 fanns 5500 km i drift i Europa.
I Japan är Kyushu Shinkansen, Tohoku Shinkansen och Hokuriku Shinkansen för tillfället under utbyggnad. Vidare utbyggnader av Kyushu Shinkansen och Hokuriku Shinkansen är planerade liksom en helt ny Hokkaido Shinkansen.

### Planer i Sverige
Byggandet av nya järnvägar upphörde under första hälften av 1900-talet, varvid en stor nedläggningsvåg tog vid under andra halvan av 1900-talet. Under början av 1980-talet byggdes emellertid ett längre spåravsnitt strax norr om Halmstad på Västkustbanan med både dubbelspår och tunnlar. Så sent som under början av 1990-talet nämnde varken Banverket eller SJ någonting om byggandet av nya höghastighetsbanor men under hösten 1991 gav SJ ut en övergripande utredning där man föreslog nya höghastighetsbanor på flera avsnitt. Senare har även flera intresseorganisationer föreslagit olika höghastighetsbanor. 
Under 2008 begärde regeringen en utredning från Banverket, som publicerade "Svenska höghastighetsbanor" med referenser till en utredning från KTH och en oberoende granskning från Tyskland (se referenser nedan). I korthet konstateras att en Götalandsbana och en EU-bana tillsammans med Ostlänken är de intressantaste alternativen. Götalandsbanan skulle avse en ny bana Linköping-Göteborg (som dock tidigare kan utbyggas regionalt Göteborg-Borås). Ostlänken (Järna-Linköping) skulle byggas först av alla svenska höghastighetsbanor, klar runt 2020. 
Europabanan avser sträckan Jönköping-Malmö. Det har från svensk sida talats om fortsättningen Köpenhamn-Hamburg via en Fehmarn Bält-bro, även om detta kommer att bli en vanlig stambana med blandat person/godstrafik och max 200 km/h, så småningom kanske lite mer. Man skissade på två-tre tåg i timmen i bägge riktningarna, ett direkt mot Malmö och de andra mot Linköping med uppehåll i mellanstäder, med Götalandsbanan i drift snarare fyra tåg per timme. Enligt Banverket planerades banorna för 320 km/h i toppfart, dock 300 km/h där det ger klara kostnadsminskningar och lägre i speciella fall. 
I regeringens långtidsplan fram till år 2021 ingår ingen byggstart för banor som tillåter mer än 250 km/h. SJ informerade år 2010 om att de planerar för beställa en efterträdare till X2000 som kan kör 250 km/h men ingen beställning har gjort av sådana tåg. SJ har drivit projekt där de studerat vilken höjning av standarden på en bana som krävs för att kunna köra 250 km/h eller mer på befintliga spår. (Dagens signalsystem ATC-2 är konstruerat för max 270 km/h) På Botniabanan är det tillåtet att köra 250 km/h men tågoperatören Norrtåg har av ekonomiska skäl valt en typ av tåg (X62) som har 180 km/h som maxfart, och SJ kommer att använda en modell (X55) med 200 km/h som högsta tillåtna hastighet, men byggd för en maxfart på 250 km/h.
I en förhandling mellan direkt berörda kommuner och ägaren till Landvetters flygplats om ny järnväg mellan Borås och Göteborg har dessa parter i augusti 2024 enats om att högsta hastighet skall vara 250 km/h.

#### Investeringskostnad
Flera utredningar har lagts fram för investeringskostnaden som krävs för att bygga höghastighetsbanor i Sverige. Trafikverkets kalkyl angav tidigare 170 miljarder (okänd prisnivå) för sträckan Stockholm - Göteborg/Malmö. Den siffran har Trafikverket i december 2015 höjt drastiskt till 256 miljarder. Fordonen (avskrivningstid 20 år) ingår inte i den summan och inte heller investeringskostnaderna för anslutande linjer. Efter ytterligare analys anser Trafikverket att kostnaden blir avsevärt mycket högre än de kostnader som tidigare angivits, för att undvika sättningar i marken och förändringar av spårets läge i höjd- och sidled (spårriktning krävs).  Innan ett beslut fattas om höghastighetsbanor tycker Trafikverket att man måste lära sig mer om vilka tekniska krav som ska ställas på höghastighetstrafik i vinterklimat.

### Danmark
I Danmark har man byggt Köpenhamn–Ringsted-banan, en sträcka på 60 kilometer, som dimensionerats för 250 km/h. 

### Planer i Tyskland
I Tyskland har utbyggandet av nya höghastighetsbanor pågått sedan 1970-talet. Efter delningen av Tyskland efter andra världskriget i ett Väst- och Östtyskland ändrade sig trafikantströmmarna. Främst trafiken mellan landets norra region och den södra ställde krav på snabbare förbindelser genom det delvis bergrika områdena i mellersta Västtyskland. Banan mellan t.ex. Hamburg och Hannover tillåter sedan länge topphastigheter uppemot 200 km/h, liksom vissa sträckor i södra Tyskland (Bayern). Däremot var kurvorna både många och snäva i bergsområdena och under slutet av 1980-talet färdigställdes en ny höghastighetsbana mellan städerna Hannover och Würzburg. Då Väst- och Östtyskland åter slogs samman under 1990 påbörjades ett gigantiskt återuppbyggnadsarbete av det gamla, före detta östtyska järnvägsnätet. 
Trots de gigantiska investeringarna i det tyska järnvägsnätet under snart 40 års tid har tågets marknadsandel inom persontrafiken hållit sig på en låg nivå.

### Planer i Frankrike
Pionjären inom Europa vad gäller höghastighetståg är Frankrike. Redan under 1960-talet pågick höghastighetstrafik i 200 km/h på gamla spår, bland annat mellan huvudstaden Paris och Toulouse i södra Frankrike. Trafiken gick i 200 km/h på gamla, men mycket väl underhållna, skarvspår. Under början av 1980-talet startade persontrafiken med höghastighetståget TGV på den Sydöstra linjen i topphastigheten 260 km/h (senare höjt till 270 km/h). Under början av 1990-talet öppnades en TGV- linje västerut mot Atlantkusten, för topphastigheten 300 km/h. Senare har höghastighetsnätet byggts ut både söderut och österut. Namnet på höghastighetsnätet är LGV.
Snabbtågen från Frankrike rullar även in i Schweiz, Storbritannien och Tyskland.

### Planer i Storbritannien
En av pionjärerna inom Europa inom området höghastighetståg är Storbritannien. Den dåvarande operatören BR började reguljärt att köra snabbtåg (IC125) i hastigheter uppemot 200 km/h redan under 1970-talet. Men till skillnad mot till exempel Frankrike och Tyskland körde BR på gamla spår från 1800-talet, om än väl underhållna. Tågen drogs till att börja med av dieselelektriska lokomotiv. Senare elektrifierades en stor del av höghastighetsnätet (25 kV), men anmärkningsvärt är ändå de höga genomsnittshastigheter som BR lyckades hålla på det gamla 1800-talsnätet. 
BR som operatör finns inte längre och trafiken är fördelad på ett flertal privata operatörer. Persontrafiken i Storbritannien har dock haft många kvalitetsproblem, som delvis resulterat i svåra tågolyckor. Landet har heller inte satsat på några längre, nya höghastighetssträckor. 
Sedan 1994 rullar det även tåg i Kanaltunneln, mellan Storbritannien och Frankrike. Då det skulle bli för dyrt att bygga en motorvägstunnel får personbilar och lastbilar istället åka den korta färden på speciella flakvagnar. För persontågens del används ett vidareutvecklat TGV-tåg.

### Planer i Österrike
Inom Österrike har under en längre tid vissa kapacitetsbegränsande punkter byggts om för högre hastigheter och fler tåg. Liksom i Sverige är det österrikiska nätet försett med 15 kV kontaktledningsspänning, som till viss del matas från operatören ÖBB:s egna vattenkraftverk. En viktig trafikled är den öst-västliga trafiken från Wien till grannlandet Schweiz och en annan viktig led är trafiken västerut till München och österut till Budapest. 
För några år sedan införskaffades en ny generation fjärrtåg från bland annat den tyska elektrojätten Siemens. Tåget kallas för railjet och består av ett fyraxligt ellok för 230 km/h (har dock uppnått 357 km/h) och bekväma snabbtågsvagnar.  

### Planer i Schweiz
Det näst välmående landet i Europa är Schweiz (Norge ligger på en väl distanserad 1:a plats). Landet är delat av rejäla alpmassiv, vilket alltid har varit en utmaning för landet. Under början av 1880-talet färdigställdes en ny stambana, den så kallade Gotthard-banan, mellan den tyska delen av Schweiz, via den sydligaste kantonen Tessin och till den italienska staden Milano. Byggandet av Gotthard-banan var en mycket svår utmaning, där många av arbetarna fick sätta livet till. Senare byggdes fler tunnlar och landet har idag en väl sammanknuten och punktlig trafik. 
Sedan några år pågår byggandet av en ny Gotthard-bana, men till skillnad mot den gamla (15 km) har den nya en tunnellängd på hela 55 km. Genom den nya tunneln skall tågen susa fram i höga topphastigheter.
Inom fordonsindustrin har Schweiz genomgått en stor strukturrationalisering. Den gamla anrika loktillverkaren SLM är avvecklad, liksom en stor del av den gamla vagn- och boggie-industrin. Istället har en ny tillverkare, Staedler, bildats som bland annat har vunnit viktiga exportordrar, bland annat till Norge med sina så kallade Flirt-tåg. Under 1990-talet utvecklades även ett mycket vintertåligt motorvagnssätt med lutningsanordning, benämnt RABDe500 (alias ICN).
De schweiziska järnvägsingenjörerna har alltid haft en mycket hög kompetensnivå, speciellt inom områdena boggier (minimering av spår- och hjulslitage, god kraftdistribution vid acceleration), elkraftdrift (såväl fasta anläggningar som hos fordon), extrema väderförhållanden (kyla och kraftiga snöfall) och banbyggnad under extrema förhållanden i främst bergrika områden.

### Planer i Italien
Italien har en yta som är ungefär 2/3 av den svenska landytan men det bor cirka 60 miljoner invånare i Italien. Landets järnvägsnät har en skiftande standard men redan under 1940-talet påbörjades en ny höghastighetsbana mellan Rom och Bologna (cirka 26 mil). Senare har fler höghastighetsbanor byggts och redan under mitten av 1980-talet beställdes den första generationen lutande snabbtåg av typen Pendolino. Dessa beställdes ungefär samtidigt som det svenska X2000 men hade en något högre topphastighet (250 km/h) jämfört med det svenska. Dessutom hade Pendolinon en aktiv sidofjädring och var av ren motorvagnstyp. 
Det italienska järnvägsnätet har normalspårvidd men kontaktledningsspänningen var endast 3 000 V likspänning. Detta fungerade vid lägre effekter men då ett nytt snabbtåg planerades höjdes kontaktledningsspänningen till 25 000 V växelspänning på vissa avsnitt. 
Normalt har operatören FS monopol på trafiken men för några år sedan startade en ny operatör, som dessutom köpte en ny generation motorvagnståg från TGV- tillverkaren Alsthom i Frankrike, benämnt AGV. 
Trots stora satsningar har landets järnvägstrafik en liten andel av landets totala persontrafik. 

### Planer i USA
Persontrafiken på spår i USA för sedan länge en tynande tillvaro. Fram till flygets och bilismens genombrott under 1950-talet var dock USA ledande vad gällde persontåg. Landets enorma avstånd (till exempel 400 mil kust-till-kust) gjorde att personvagnarna hade en mycket hög komfort. Under 1960-talet hade dock persontrafiken hamnat i en djup kris och man insåg behovet av nya satsningar. Fokus har främst riktats mot den drygt 70 mil långa korridoren mellan städerna Boston- New York-Philadelphia- Washington DC. Djärva satsningar på snabbtåg för topphastigheten 240 km/h gjordes redan under 1960-talet på delsträckan New York och söderut men planerna fick snart skrinläggas. Under 1970-talet införskaffades ett antal lok från Asea i Sverige, som härstammade från de svenska Rc-loken. De amerikanska Rc-loken, som fick beteckningen AEM-7, utfördes dock för topphastigheten 201 km/h (125 mph). Senare har spåren successivt rustats upp och den tidigare oelektrifierade sträckan från New York till Boston elektrifierades. 
Under början av 2000-talet började en ny generation snabbtåg, benämnt Acela, att rulla mellan Boston och Washington DC. 
I övriga USA har fokus för nya snabbtågslinjer riktats mot bland annat Kalifornien (korridoren San Francisco-Los Angeles), Texas (Dallas-Houston) och söderut från Washington DC. Få genombrott har emellertid ägt rum inom området nya snabbtågslinjer men vi kan även utgå ifrån att den gamla nordostkorridoren Boston- Washington DC även i framtiden kommer att vara en mycket viktig förbindelse. 

### Planer i Japan
Fram till början av 1960-talet utgjordes det japanska stomnätet av smalspåriga järnvägar. Under senare delen av 1950-talet började man i Japan att planera för ett nytt höghastighetsnät med normalspårvidd, senare benämnt Shinkansen. Ambitionen var att knyta samman hela nationen och Shinkansen har numera en banlängd som är cirka 270 mil långt. Det första Shinkansen-tåget rullade i trafik år 1964. 
Redan från början satsade man på elektriska, tunga motorvagnståg. Till att börja med tilläts endast en topphastighet på lite drygt 200 km/h men numera tillåts uppemot 300 km/h. Då Japans yta utgör bara lite drygt 80 % av den svenska landytan, medan då det bor nästan 130 miljoner invånare i Japan, så finns det avsevärda skillnader vad gäller belastningen på Shinkansen-nätet. Så till exempel har vissa Shinkansen-tåg hela 16 vagnar och trafiken är tät. 
Shinkansen är ett mycket framstående höghastighetsnät men problemen har även varit många. Buller och vibrationer har varit ett problem som har förföljt nätets historia och ett annat problem är givetvis den totalt sett höga elförbrukningen. Den japanska regeringen har därför under många år satsat mycket pengar på att utveckla alternativ till konventionella stålhjul på stålräls och ett sådant är t.ex. magnetsvävare. Än så länge har den tekniken inte fått något större kommersiellt genomslag (för övrigt samma utveckling som det tyska Maglev-tåget). En mer kommersiell direkttillämpning är den senaste generationen Shinkansen-tåg med en extremt god aerodynamik och lågt buller.  

### Planer i Kina
Det finns 5 höghastighetståglinjer i kommersiell drift i Kina idag som är byggda för hastigheter över 300 km/h:  Wuhan-Guangzhou, Zhengzhou-Xi'an, Shanghai-Nanjing, Shanghai- Hangzhou och Peking-Shanghai.  I början av 2011 kom det mycket information om att runt 700 miljarder yuan (757 miljarder SEK) skulle investeras i byggande av järnvägar i Kina under 2011, därav en betydande del på höghastighetsjärnvägar . I augusti 2011 rapporterade dock en svensk underleverantör till kinesiska höghastighetståg att Kinas investeringar i höghastighetståg stoppats upp efter en allvarlig olycka i juli 2011 och andra händelser under 2011. Olyckan uppgavs ha utlösts av ett blixtnedslag. Den förklaringen har lett till en mängd spekulationer om vad som var den egentliga bakomliggande orsaken inklusive anklagelser om korruption, konstruktionsfel i signalsystemet, bristande säkerhetstänkande, en sparkad ansvarig minister, orealistiska kalkyler för antalet resande med mera. I augusti 2011 beslutade Kinas regering att toppfarten på alla höghastighets- och snabbtågslinjer skall sänkas med 50 km/h vilket gör att 300 km/h blev den högsta tillåtna hastigheten för höghastighetståg i Kina.